# Pierre-Louis Sourdon Dumesnil de Saint-Cyr
Pierre-Louis Sourdon Dumesnil de Saint-Cyr est un maître écrivain français et un ingénieur géographe militaire, actif à Versailles dans le dernier quart du XVIIIe siècle et le début du XIXe siècle. Il a été notamment maître à écrire du roi Louis XVI de France et des Enfants de France.

## Biographie
Il naquit à Rueil le 17 janvier 1763, de Louis Hippolyte Sourdon Dumesnil et de Geneviève Louise Marchais. Louis Hippolyte était par sa mère le petit-fils de Pierre Charles Gilbert, maître à écrire du Roi. Il a été le professeur d’écriture des deux fils de Louis XVI, à savoir Louis-Joseph de France (1781-1789) et Louis-Charles dit Louis XVII (1785-1795), jusqu’en août 1792 (date de l’emprisonnement de la famille royale à la prison du Temple). Il a gardé par devers lui plusieurs essais d’écriture de ses royaux élèves.
Il se marie le 9 mai 1789 avec Félicité-Louise Sourdon de la Correterie. En 1791, sa nièce Claire Gauthey, épouse de Pierre-Denis Thuillier, professeur de mathématiques des Pages du roi, jouissait déjà d’une pension annuelle de  300 lt sur le Trésor royal en considération des services « du sieur Sourdon Dumesnil, son oncle, maître à écrire du Roi et des enfans de France ».
Le 3 août 1807, lui et sa femme vendent pour 13.000 francs une maison située rue des Fourreurs appartenant également à sa sœur Geneviève Claude Sourdon Dumesnil de Saint-Cyr, épouse de Pierre Christophe Ducrozet, garde du corps de Mgr le comte d’Artois.
Le 8 novembre 1844, il déclare sous serment avoir reçu la visite d’un homme se présentant sous le nom du Baron de Richemont, et qui prétendait être Louis XVII. Cet homme aurait reconnu sans hésitation les essais d’écriture du jeune Louis XVII que Sourdon avait gardés dans un portefeuille.
Sourdon habitait alors 10 avenue de Saint-Cloud à Versailles. Il est mort dans cette ville le 27 mars 1845. Son héritière, sa fille, vendit les archives de son père le 25 avril 1845 pour 60.000 francs.

## Œuvres

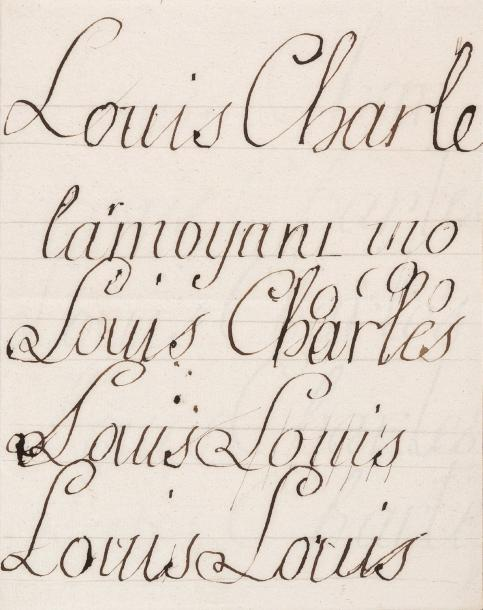
Un exercice d'écriture tracé par Louis XVII, élève de Sourdon Dumesnil de Saint-Cyr.

- On connaît une page d’écriture tracée par Louis XVII, peut-être sous la supervision de Sourdon Dumesnil de Saint-Cyr. Nantes Musée Dobrée (citée p. 609 du Catalogue général des collections de 1906).
- Sont récemment passés en vente[8] deux feuillets d’écriture de Louis XVII, tracés vers 1790-1791, avec les mots « Louis, Charles, larmoyant » (155 x 195 mm). Cet essai montre un mot sur lequel des guides des hampes ont été tracés au crayon, probablement par Sourdon Dumesnil de Saint-Cyr. Ce document provient de la collection de Prosper Tarbé (1809-1871), dont le gros fut donné à la ville de Reims.